# بريت سكينر
بريت سكينر هو لاعب هوكي الجليد كندي، ولد في 28 يونيو 1983 في براندون في كندا.

## وصلات خارجية
- بريت سكينر على موقع دوري الهوكي الوطني (الإنجليزية)
- بريت سكينر على موقع قاعة مشاهير الهوكي (لاعب أن.إتش.أل) (الإنجليزية)
- بريت سكينر على موقع دوري الهوكي للقارات (الإنجليزية)
- بريت سكينر على موقع EliteProspects.com (الإنجليزية)
- بريت سكينر على موقع Eurohockey.com (الإنجليزية)
- بريت سكينر على موقع HockeyDB.com (الإنجليزية)
- بريت سكينر على موقع Hockey-Reference.com (الإنجليزية)